# Hydroglyphus pentagrammus
Hydroglyphus pentagrammus là một loài bọ cánh cứng trong họ Bọ nước. Loài này được Schaum miêu tả khoa học năm 1864.